# Kristalvlak
Een kristalvlak is een vlak in een kristal waarin de moleculen een zich herhalend patroon vormen. Kristallen vormen vaak harde, brosse materialen, die bij blootstelling aan voldoende kracht langs de kristalvlakken breken. Een kristalvlak is een vlak op de schaal van de molecuulstructuur van een kristal. De oriëntatie van een kristalvlak binnen een kristalrooster wordt aangeduid met coördinaten, de miller-indices.
Een kristal is uit moleculen opgebouwd. Dat zijn bij diamant alleen koolstofmoleculen, maar het kunnen in andere kristallen ook moleculen van verschillende stoffen zijn. Het blijkt dat de uiterlijke vorm van kristallen aan de hand van de snelheden waarmee de verschillende kristalvlakken aangroeien is te verklaren. Een kristallijne stof groeit in het algemeen bij het stollen niet in alle richtingen even snel, het is anisotroop. De kristalvorm of habitus wordt dus door de snelheid bepaald, waarmee een kristal in de verschillende richtingen groeit. Wanneer alle mogelijke kristalvlakken wel met bijna dezelfde snelheid groeien, ontstaan ronde kristallen. Kristallen ontstaan bij hoge temperatuur.
Ieder kristal heeft een bepaald kristalrooster en ieder kristalrooster is bepaald door de vorm van de eenheidscellen in het kristalrooster. Wanneer de vorm van de eenheidscel van een kristalrooster is bepaald, kunnen de eenheidscellen maar op een manier in het kristal worden gestapeld. Deze stapeling bepaalt de kristalvlakken en -assen van het kristal. Dat is dus op moleculair niveau, maar de stapeling en daarmee de kristalvlakken en -assen kunnen zich door de regelmaat in het kristal uitgebreid voortzetten.
Het platgeslepen oppervlak van een metaal, glas of gesteente is een facet.